# Tachina trianguli
Tachina trianguli là một loài ruồi trong họ Tachinidae.